# Ketchup

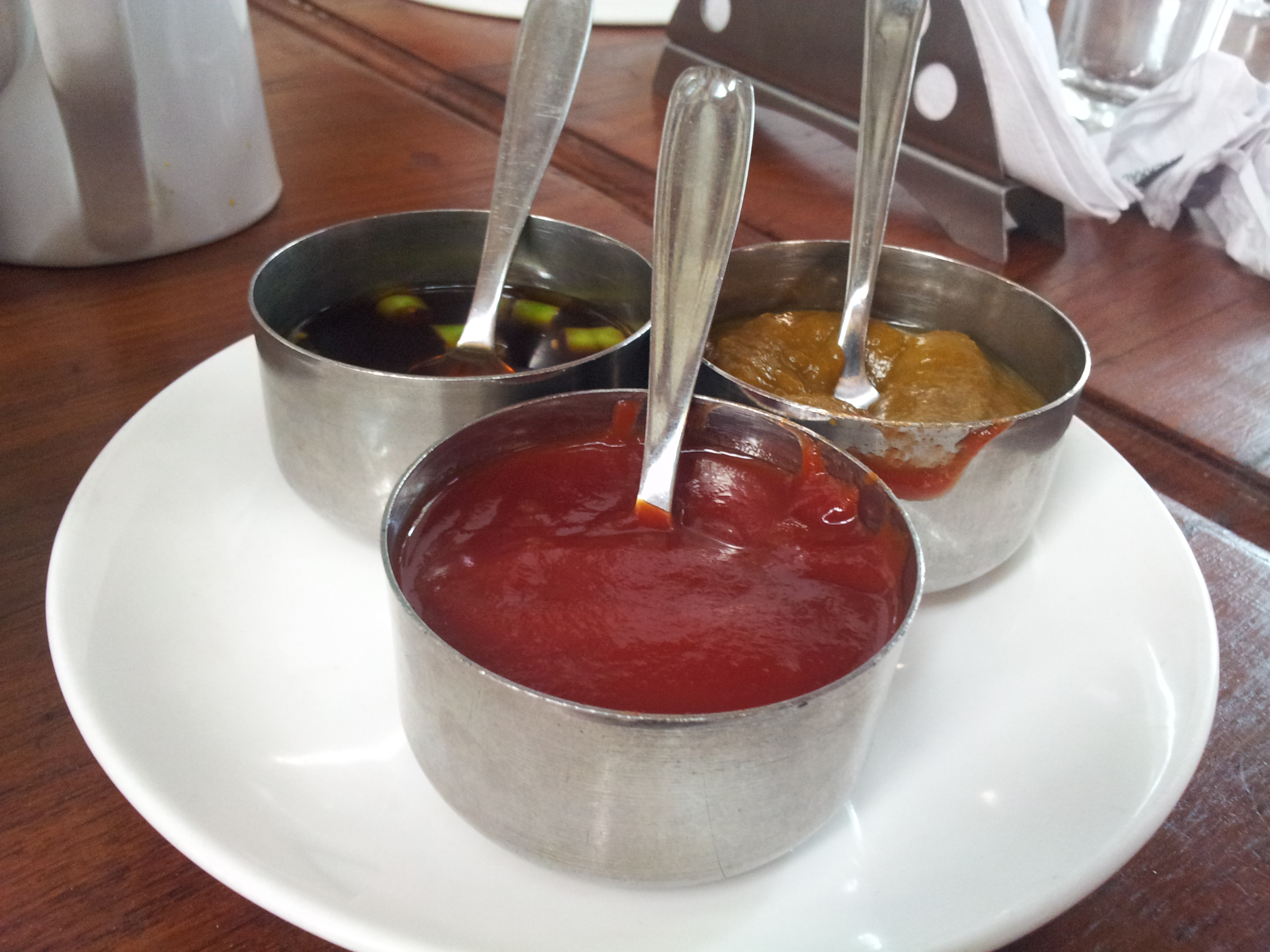
Ketchup

A ketchup (ejtsd: kecsap vagy kecsöp) paradicsomból, fűszerek hozzáadásával készült, savanykás ízű, esetenként csípős fajta mártás.

## A név
A ketchup szó egyes feltételezések szerint kínai eredetű (Ké Tsiap, 茄汁) és egy fűszeres halszósz neve volt, ez azonban vitatott.

## Története
A ké tsiap mártás már 350 évvel ezelőtt szerepelt a kínai írásokban, az angol nyelvben 1690-től ismert. A kínaiak azonban különböző halfélékből és puhatestűekből készítették a fűszeres mártást. Angol és holland tengerészek közvetítésével jutott Európába.

## Érdekesség
Ha egy ideig folyamatosan rázzák egy ketchupos készítmény üvegét, akkor a félig szilárd pép hamarosan vörös folyadékká alakul. Az anyag viszkozitása teljesen megváltozik. (Lásd tixotrópia.)

## Receptek
- A Wikikönyvekben